# 法国海军陆战队

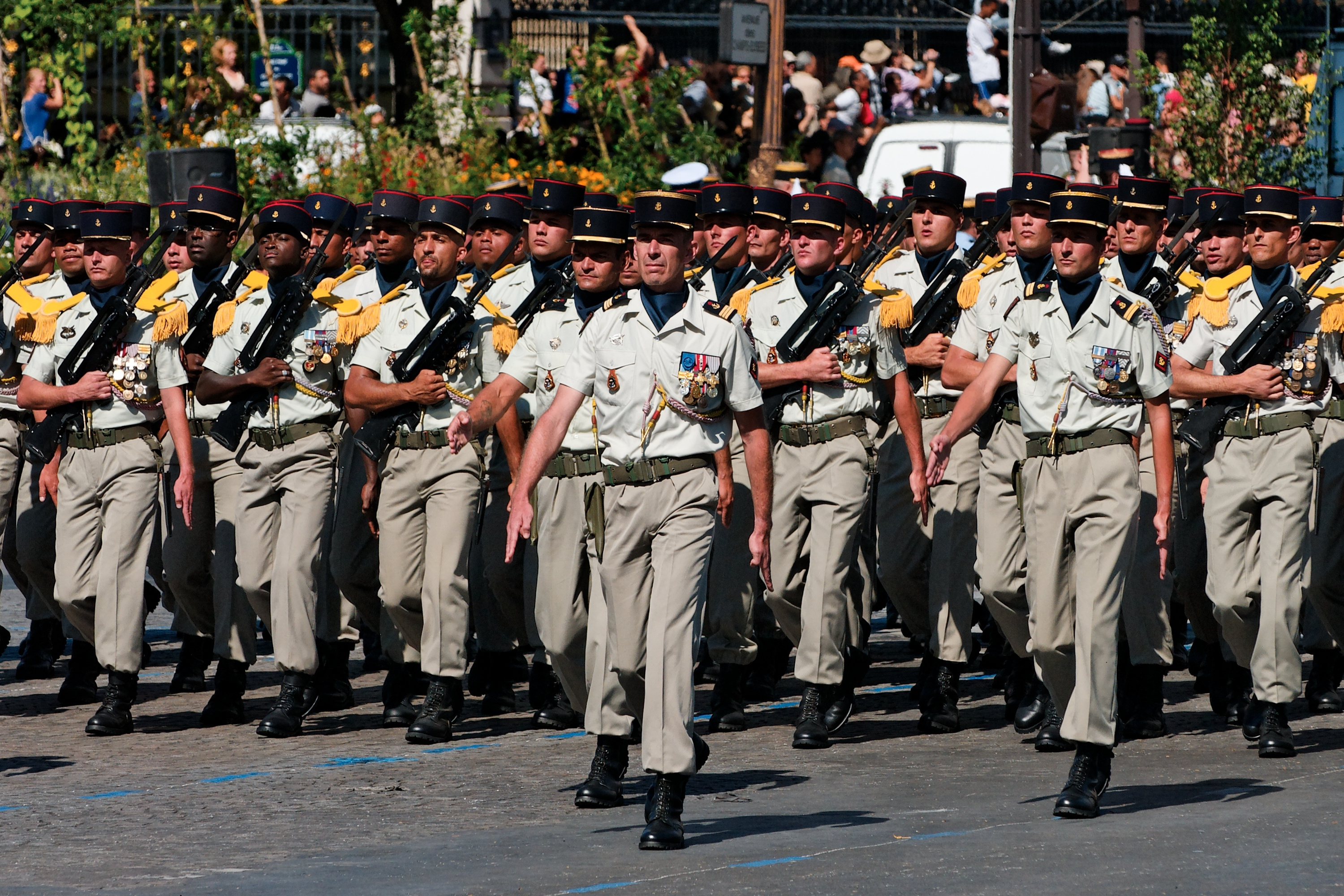
第21陸戰隊步兵團在2008年法國國慶日時，位於巴黎香榭麗舍的遊行隊伍

法国海军陆战队是法国陆军一支部隊，為過去殖民時代留下的一個傳統兵種，並致力于海外勤務。 自从1958年起，他们除了头衔之外，都属于陆军。
法国海军陆战队的士兵比其他法国士兵，多半有為期更長的海外服役，尤其是到非洲服役。陸戰隊的成員包括步兵（包括轻坦克和空中部隊）和砲兵。法國海軍陸戰隊成立于1622年（正式名称 ），为一支屬於海军的陆地武力，因在法属加拿大的军事行动而闻名。法国海军陆战队于1900年移交给陆军并成为法國殖民地軍的一部分。昵称「la Coloniale」或「la Colo」指的就是這支部隊。
在1940年的全盛時期，法國殖民地軍包括九个師和多个負責操作馬奇諾防線上的機槍據點的小型旅。
隨著法國失去其海外殖民地，在1958年12月1日，法國殖民地軍的名稱又改回原本的法國海軍陸戰隊，並成為了法軍干預隊（d'Intervention）主要的組成部隊。

## 昵称
海军陆战队士兵在法国也叫做（即鼠海豚之義）， 据说是因为， 就像鼠海豚有着「豚」的名称却不是海豚， 他们身在军舰上卻不是水兵。
海军陆战队的炮兵又称为「bigors」，这一昵称的来源仍处于争议中。這可能源自於法語的 （意為「玉黍螺」），也許是因為他們的不屈不撓和不願在戰鬥時棄崗位而去，或因為他們在進行任務時可能會卡在岸邊的岩石上。

## 组成
法国海军陆战队包含：
- 海軍陸戰隊步兵（Infanterie de Marine）
  - 步兵（縮寫：-IMa）
  - 輕騎兵（縮寫：-IMa，和RICM（Régiment d'infanterie-chars de marine）），輕騎兵是法國海軍陸戰隊的騎兵部隊，並和步兵有相同的軍階制度。
  - 傘兵 （縮寫：-PIMa)）
- 海軍陸戰隊砲兵（Artillerie de Marine）
  - 砲兵（縮寫：-AMa）

## 制服
现代的法国海军陆战队 的制服与法国陆军其他部隊的制服一样（淺褐色、平原綠，或林地、沙漠保護色）。其明顯的特徵為貝雷帽上的金色金屬徽章錨徽（陸戰隊傘兵戴紅色貝雷帽，他們的徽章上有一個金色的錨和一對銀色的翅膀）或在平頂軍帽上的繡花金錨
现代的完整的服装包括一顶蓝黑色的平頂軍帽, 黄色流苏肩章（官方规定的颜色名是水仙黄） 和海军蓝色的克罗地亚领结，曾在非洲与印度支那服役过的部队人员有时还会佩戴红色腰带 。  
历史上，制服包含了一頂平頂軍帽，兩件胸部的海軍藍上衣，淡蓝色裤子和至今然在使用的肩帶 。在1914年以前，所有的軍階的士兵都是這樣穿戴。而在1930年為正規軍的人員更改了樣式，但軍樂隊成員的制服依然不變。傳統的制服讓參與1870年普法戰爭的海軍陸戰隊有了「藍色師團」的綽號。陸戰隊的遮陽帽在殖民地時期也被海外部隊使用，並依情況和藍色、卡其色或白色的制服搭配。

## 历史

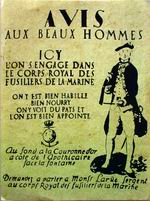
路易十四時的募兵宣傳

法国海军陆战队源于由黎塞留于1622年创立的  （中文通常翻譯為「海軍連」），並替海军作戰。法国殖民地由  （類似英國的海軍部）指揮， 所以也指派海军陆战队进行殖民地的防卫任务。 法國大革命前的海軍陸戰隊由以下部隊組成：
- La Marine，由 Compagnies ordinaires de la mer 組成，成立於1622年，後來成為第11戰列步兵團（11th Line Infantry Regiment）。
- Royal-Vaisseaux，1638年成立，後來成為第43步兵團。
- La Couronne，1643年组建，後來成为第45步兵团。
- 皇家海军陆战队（Royal-Marine），1669年组建，後來成为第60步兵团 。
- Amirauté，1669年组建。
- Cap，1766年建立，後來成为第106步兵团。
- Pondichéry，1772年建立，後來成为第107步兵团。
- Martinique et Guadeloupe，1772年建立，後來成为第109步兵团。
- Port-au-Prince, 于1773年建立，後來成为第110步兵团。

在法兰西第一共和国建立之前的1786年1月1日， 已被  取代 。  是用水手来完成先前由海军陆战队士兵負責的任务的早期尝试。
法王路易十八下令重新組建  的1816年2月21日皇家法令（February 21, 1816 royal ordinance）授權了兩個團的成立，  在1838年被擴充到三個團，而在1854年則有了四個團。第一團位於瑟堡，第二團位於布雷斯特，第三團位於羅什福爾，第四團位於土倫。在1890年， 被擴充到八個團，1793年成立的  在1814年被編入一個單獨的團，另一個則在1893年1月8日加入。

## 现代

沙漠風暴後一名身在科威特的喇叭手